# Seitenruder

Durch Seitenruder ausgelöste Bewegung

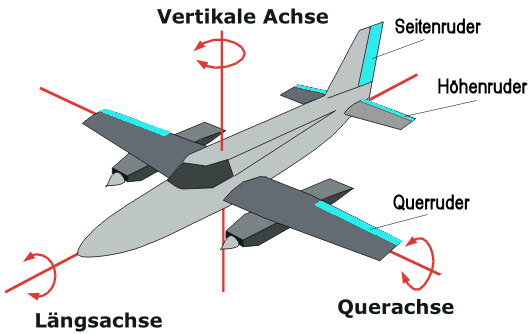
Rotationsachsen und Ruder eines Flugzeugs

Das Seitenruder dient zum Drehen eines Flugzeugs um die Hochachse, auch Gieren oder Wenden genannt.
Es ist eine Fläche, die sich am Seitenleitwerk des Flugzeugs befindet und sich um eine vertikale Achse bewegen lässt, in der Folge dreht sich das Flugzeug um die Hochachse. Der Pilot bewegt das Seitenruder mittels zweier Pedale. Bei der Landung kann der Pilot mit Hilfe des Seitenruders das Flugzeug in Richtung der Landebahn drehen, wenn es vom Seitenwind abgelenkt wird. Beim Rollen auf dem Flugplatz werden Richtungsänderungen mit den Seitenruderpedalen vollzogen, die je nach Flugzeugmodell zusätzlich das Bug- oder Spornrad steuern.

## Verwendung
Das Seitenruder wird hauptsächlich dazu verwendet, ein negatives Wendemoment zu neutralisieren, das durch die asymmetrische Luftwiderstandsverteilung bei einem Querruderausschlag hervorgerufen wird. Dabei wird das Seitenruder zusammen mit dem Querruder gleichsinnig, gleichzeitig und proportional ausgelenkt.
Bei zwei- oder mehrmotorigen Flugzeugen entsteht bei einem Triebwerksausfall ein starkes Drehmoment um die Hochachse, was eine schnelle Drehbewegung des Flugzeugs zur Folge hätte. Um trotzdem geradeaus fliegen zu können, muss das Moment vom Seitenruder ausgeglichen werden. Hierdurch wird die notwendige Größe des Seitenruders festgelegt. Für Steuerbewegungen im Normalbetrieb ist das Seitenruder also überdimensioniert, es genügen hier sehr kleine Ausschläge zur Steuerung des Flugzeugs.
Insbesondere bei strahlgetriebenen Verkehrsflugzeugen, die im Reiseflug hohe Fluggeschwindigkeiten erreichen, darf das Seitenruder bei hohen Geschwindigkeiten nicht stark ausgelenkt werden, weil es für die dann auftretenden sehr hohen aerodynamischen Kräfte nicht ausgelegt ist.
An manchen Seitenrudern befindet sich ein Trimmruder zur Trimmung.

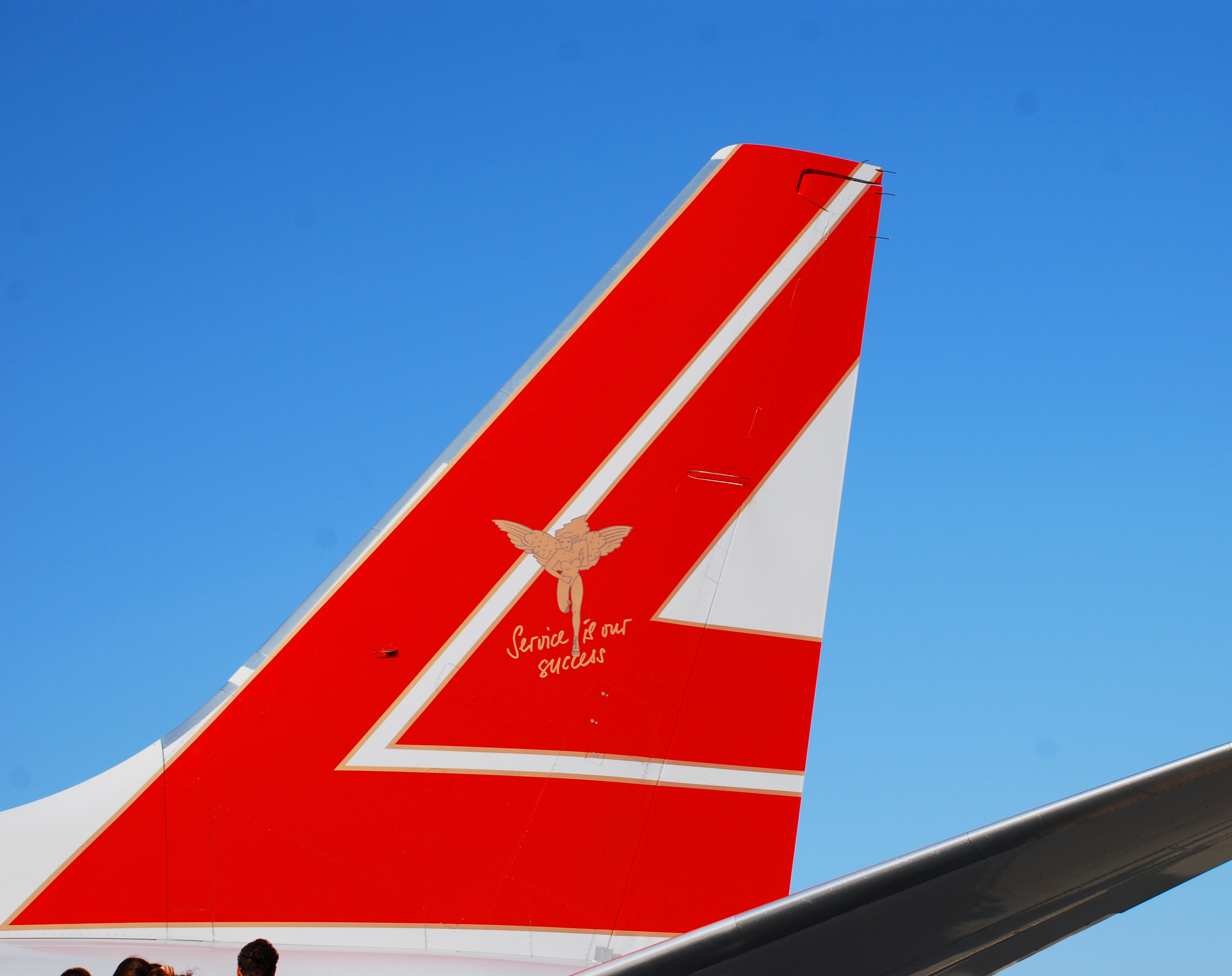
Seitenleitwerk einer Lauda Air Boeing 737-800

## Positives Rollmoment
So wie das Querruder als Sekundärwirkung das negative Wendemoment bewirkt, besitzt auch das Seitenruder eine Sekundärwirkung. Sobald das Seitenruder beispielsweise nach rechts ausgelenkt wird (der Pilot also das rechte Seitenruderpedal nach vorne drückt), findet eine Drehung um die Hochachse des Flugzeugs statt, weil das Heck nach links driftet. Somit hat (in diesem Beispiel) die linke Tragfläche während der Drehbewegung eine höhere Geschwindigkeit als die rechte, wodurch eine Auftriebsasymmetrie entlang der Tragfläche entsteht und das Flugzeug nach rechts rollt. Weil somit die resultierende sekundäre Drehung nominell in dieselbe Richtung erfolgt wie die auslösende, bezeichnet man das Rollmoment im Gegensatz zum Wendemoment als positiv.